# Sawah Lebar
Sawah Lebar is een bestuurslaag in het regentschap Bengkulu van de provincie Bengkulu, Indonesië. Sawah Lebar telt 8954 inwoners (volkstelling 2010).